# Karl Gottfried Brunotte

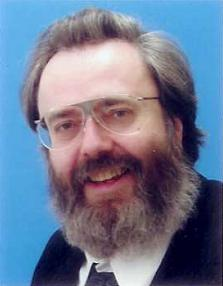
Karl Gottfried Brunotte

Karl Gottfried Brunotte (geboren am 2. Juni 1958 in Frankfurt am Main) ist ein deutscher Komponist und Musikphilosoph. Besonders bekannt ist er für zahlreiche Beiträge zur Kirchenmusik.

## Leben
Nach Beendigung der Schule in Bad Homburg studierte Brunotte Musiksoziologie, Musikpsychologie, Alte Sprachen und Ästhetik. Des Weiteren belegte er Fächer wie: Klavier, Orgel, Cembalo, Violine, Viola, Blockflöte, Gesang, Dirigieren sowie Komposition. Durch die Beschäftigung mit der elektronische Musik traf er mit Heinz Werner Zimmermann, Lothar Hoffmann-Erbrecht, Hans Peter Haller, Gottfried Michael Koenig und Karlheinz Stockhausen zusammen, mit denen er eine enge Zusammenarbeit (u. a. während der Darmstädter Ferienkurse für Neue Musik) unterhielt. Von 1974 bis 1977 bekleidete er das Kantorenamt an der Christuskirche in Bad Homburg. Etwas später, von 1982 bis 1985, lehrte Brunotte als Dozent an der Hochschule für Musik und darstellende Kunst Frankfurt am Main und war ab 1980 bis 1986 Dozent bei den Internationalen Ferienkursen für Neue Musik in Darmstadt sowie Mitglied des Darmstädter Instituts für Musik und Musikalische Bildung. Sein Werk umfasst etwa 300 Stücke, die er für verschiedenste Besetzungen komponierte.

## Komposition
Brunotte spricht von sich selbst als konsequenten Avantgardisten. Er komponiert seine Musik für Spezialisten der Neuen Musik und auch in kleinen Werken, wie bspw. in seinen Tangenten für Klavier von 1975 schreibt er technisch und musikalisch schwer auszuführende Passagen. In seinen Werken mit erweiterter Notation kommen dann noch weitere Anforderungen auf die Interpreten zu, welche ein akkurates Proben nötig macht. Mit seiner Musik gelingt es Brunotte Interpreten und Publikum gleichermaßen zu fesseln. 
Für das Werk "Intemporale, for clarinet, piano, and metronome" erhielt Brunotte 2005 den 2. Preis beim Dessauer Kompositionswettbewerb, der vom Förderverein für Musik der Philipp-Melanchthon-Kirche und dem Lothringer Verlag für Bühne und Musik ausgelobt worden ist.

## Kompositionen (Auswahl)
- Apokrypta, for organ (1999)
- Dimensiones orbitalis IV, for harp (2006)
- Dunkelziffer, for maximum-range voice, percussion, and electronic sounds   (1997)
- Erdenlicht, in memoriam Marc Chagall, for flute, bassoon, and piano (with assistant)
- Hypotosis … selene …, for a clarinetist, a pianist/percussionist, and electronic sounds (1997)
- In aeternum II, for organ
- Intemporale, for clarinet, piano, and metronome
- Lehis Traum
- Mater dolorosa, for violin and piano
- Nachruf für Werner Heissenberg, electronic and concrete music
- Tangenten, for piano (1975)
- Ultravox I & III